# أيرول (إيطاليا)
أيرول هي كومونا (بلدية) في مقاطعة إمبيريا في منطقة ليغوريا الإيطالية، وتقع على بعد حوالي 130 كيلومتر (81 ميل) جنوب غرب جنوة وحوالي 40 كيلومتر (25 ميل) غرب إمبيريا على الحدود مع فرنسا. واعتبارًا من 31 ديسمبر 2004، كان عدد سكانها 461 نسمة وتبلغ مساحتها 14.8 كيلومتر مربع (5.7 ميل2). 
البلدية أيرول تحتوي على فرازيوني (التقسيمات الفرعية، بشكل رئيسي القرى والنجوع) كولاباسا ، وحالة نوسير ، وحالة جياوما.
وتقع أيرول على حدود البلديات التالية: بريل-سور-رويا (فرنسا) و دولتشاكوا (إيطاليا) و أوليفيتا سان ميشيل و فينتيميليا .

## روابط خارجية
- www.comune.airole.im.it/